# Ubajay (Argentina)
Ubajay es un municipio del distrito Sexto del departamento Colón en la provincia de Entre Ríos, República Argentina. El municipio comprende la localidad del mismo nombre y un área rural. Cuenta con una población de 3,500 habitantes (Indec, 2001). 
Anteriormente conocido como Pueblo Palmar y Colonia Palmar Yatay, es pionero de la inmigración judía, sobre todo rural. Fue impulsada por la Jewish Colonization Association, Asociación de la Colonización Judía, entidad filantrópica, creada por el barón Maurice de Hirsch.
Fueron cuarenta las familias que se ubicaron en una extensión de cien hectáreas cada una, labrando las tierras, dedicándose también a la silvicultura y ganadería. El 5 de enero de 1915 se inauguró la estación Ubajay del Ferrocarril Nordeste Argentino, fecha que se toma como fundacional. El ferrocarril simbolizaba, a comienzos del siglo XX, una arteria vital de la producción nacional argentina, entre el noroeste y la mesopotamia, donde corrientes inmigratorias, provenientes de Europa apostaban a la esperanza del desarrollo y progreso.

## Toponimia
Su nombre procede del idioma guaraní, en el que designa al árbol frutal autóctono Hexachlamys edulis, abundante en la región.

## Economía
La principal actividad productiva es la explotación maderera y la forestación. La industria de la madera tiene en la localidad y alrededores diez aserraderos. La municipalidad de Ubajay ya ha adquirido 100 hectáreas para ubicar el Parque Industrial Sustentable a un kilómetro de la localidad. La agricultura (preferentemente soja) y la ganadería son también importantes. 

## Turismo

### Travesía de Ubajay
Promovido por el Museo Histórico Ubajay , visita obligada para conocer su historia en las tres salas de la Exestación Ferroviaria y el monumento histórico edificio, es un circuito en una zorra motor con un vagón, sobre la línea Concordia-Concepción del línea GU ramal desactivado Concordia-Concepción, entre las estaciones Ubajay y Berduc, entrando en un viaje de 90 minutos, hasta el Arroyo El Palmar.